# Stark megye (Illinois)
Stark megye az Amerikai Egyesült Államokban, azon belül Illinois államban található. Megyeszékhelye Toulon, legnagyobb városa Wyoming. Lakosainak száma 5400 fő (2020. április 1.). Stark megye Henry, Bureau, Marshall, Peoria és Knox megyékkel határos.

## Népesség
A megye népességének változása:
| Lakosok száma | 5965 | 5846 | 5948 | 5907 | 5788 | 5400 |
|               | 2010 | 2011 | 2012 | 2013 | 2015 | 2020 |